# Перстач середній
{{#ifeq:0|0|{{#if:|{{#if:Potentillaintermedia|[[]}}|}}}}
Перстач середній (лат. Potentilla intermedia) — вид квіткових рослин роду перстач родини розові (Rosaceae).

## Ботанічний опис
Багаторічна рослина 20-40 см заввишки.
Стебла і черешки листків покриті відхиленими волосками. Листки покриті довгими прямими волосками.
Прикореневі та нижні стеблові листки пальчасті, листочки нижніх листків тонкі, обернено-яйцеподібні, надрізано-пильчасті.
Квітки зібрані у вилчасто розгалужене суцвіття. Пелюстки жовті, довжиною до 5 мм.

## Поширення в Україні
Зустрічається у лісостепу та на Поліссі. Росте біля доріг, на полях та узліссях.